# Wahlenbergia capillacea
Wahlenbergia capillacea är en klockväxtart som först beskrevs av Carl von Linné d.y., och fick sitt nu gällande namn av A.Dc. Wahlenbergia capillacea ingår i släktet Wahlenbergia och familjen klockväxter.

## Underarter
Arten delas in i följande underarter:
- W. c. capillacea
- W. c. tenuior